# Ester Mombelli
Ester Mombelli (Bologna, 1794 – Fiesso d'Artico, 1º giugno 1866) è stata un mezzosoprano italiano, che cantò anche ruoli da soprano e contralto.

## Biografia
Era figlia di Vincenza Viganò e del tenore Domenico Mombelli, che fu anche il suo insegnante di canto. Esordì nella città natale con la sorella Annetta, anch'essa cantante, nella première del Demetrio e Polibio di Rossini. Fu molto acclamata sia nel genere buffo (eccellette nella Cenerentola rossiniana) che in quello serio.

## Ruoli creati
- Lisinga in Demetrio e Polibio di Gioachino Rossini (Roma, Teatro Valle, 18 maggio 1812)
- Zoraida in Zoraida di Granata di Gaetano Donizetti (Roma, Teatro Argentina,  28 gennaio 1822)
- Gilda in L'ajo nell'imbarazzo di Gaetano Donizetti (Roma, Teatro Valle, 4 febbraio 1824)
- M.me Cortese in Il viaggio a Reims  di Gioachino Rossini (Parigi, Théâtre Italien, 19 giugno 1825)
- Marianna in Erode di Saverio Mercadante (Venezia, Teatro la Fenice, 27 dicembre 1825)
- Neala in Il paria di Michele Carafa (Venezia, Teatro la Fenice, 4 febbraio 1826)
- Caritea in Caritea, regina di Spagna di Saverio Mercadante (Venezia, Teatro la Fenice, 21 febbraio 1826)